# Baker Ranger Station
Vous pouvez aider à l'améliorer ou bien discuter des problèmes sur sa page de discussion.
- Il ne cite pas suffisamment ses sources. Vous pouvez indiquer les passages à sourcer avec {{référence nécessaire}} ou {{Référence souhaitée}}, et inclure les références utiles en les liant aux notes de bas de page. (Marqué depuis mai 2025)
- Il est orphelin : moins de trois articles lui sont liés. Aidez à ajouter des liens en plaçant le code [[Baker Ranger Station]] dans les articles relatifs au sujet. (Marqué depuis mai 2025)

- Archive Wikiwix
- Bing
- Cairn
- DuckDuckGo
- E. Universalis
- Gallica
- Google
- G. Books
- G. News
- G. Scholar
- Persée
- Qwant
- (zh) Baidu
- (ru) Yandex
- (wd) trouver des œuvres sur Wikidata

Pour les articles homonymes, voir Baker.
La Baker Ranger Station est une station de rangers à Baker, dans le comté de White Pine, au Nevada, dans l'ouest des États-Unis. Originellement utilisée par le Service des forêts des États-Unis, elle est transférée au National Park Service en 1986 lors de la création du parc national du Grand Bassin, auquel elle sert depuis lors de centre administratif hors du périmètre de cette aire protégée. Elle est inscrite au Registre national des lieux historiques depuis le 17 octobre 1995.